# Pacajes
Pacajes é uma província da Bolívia localizada no departamento de La Paz, sua capital é a cidade de Corocoro.